# Bruinsmia
Bruinsmia é um género botânico pertencente à família Styracaceae.